# كلايتون ماثيوز
كلايتون ماثيوز (بالإنجليزية: Clayton Matthews)‏‏ (24 أكتوبر 1918 في الولايات المتحدة - 25 مارس 2004 )؛ روائي من الولايات المتحدة.